# Амфилохий (Журавлёв)
Епи́скоп Амфило́хий (в миру Афана́сий Семёнович Журавлёв; 1873, деревня Старорямово, Бердюжская волость, Ишимского уезда Тобольской губернии — 1 ноября 1937, Тара, Омская область) — епископ Древлеправославной Церкви Христовой (Белокриницкая иерархия), епископ Пермский и Тобольский
Причислен к лику святых Русской православной старообрядческой церкви в 2003 году.

## Биография
Юношей тайком от родителей ушёл из дома в Михаило-Архангельский монастырь, основанный в Александровской волости Томской губернии иноком Феофилактом (Савкиным). После отбывания воинской повинности принял иночество в этом же монастыре с наречением имени Амфилохий.
В 1897 году рукоположён в сан иеродиакона.
В 1903 в сане иеродиакона представлял Пермского епископа Антония (Паромова) на Освященном соборе.
Был иноком шамарского Воскресенского монастыря.
13 мая 1907 года рукоположён в священноиноки.
В мае 1910 году вернулся к иноку Феофилакту, основавшему в 1906 году Ново-Архангельский скит, и поселился вместе с ним. Игумен о. Феофилакт не успел дожить до полного завершения строительства скита, упокоившись 15 декабря 1912 года.
13 (по др. данным, 14) декабря 1913 года инок Амфилохий был возведён во игумены. К 1914 в скиту проживали десять насельников.
После кончины епископа Евлогия (Алгазина) игумен Амфилохий был избран новым епископом Уральским на Освященном Соборе 21 августа 1916 года по просьбе делегатов от Уральской епархии. Принял сан после долгих уговоров с условием, что ему разрешат привести в порядок дела в своём скиту, передав затем управление им другому иноку. Хиротония во епископа состоялась 23 сентября 1916 года в Томске при участии епископов Антония (Паромова), Иосифа (Антипина), Иоасафа (Журавлёва).
В начале 1917 года уехал в Уральск на свою кафедру, но продолжал посещать скит.
В 1918 году в Уральске выпустил «Архипастырское обращение к пасомым», в котором он выразил своё отношение к декрету об отделении церкви от государства и которое было расценено властями как контрреволюционное.
В 1918 году участвовал в Освященном соборе на Рогожском кладбище в Москве. В 1918—1920 также временно управлял Пермско-Тобольской епархией, а в 1919—1920 — и Томской епархией (после кончины своего брата, томского епископа Иоасафа). В 1920 году рукоположил для этих двух епархий новых епископов.
В 1921 году скрывался от большевистских властей в Ново-Архангельском скиту, где в это время под руководством известного старообрядческого писателя Фёдора Мельникова на вывезенном из города типографском оборудовании журнала «Сибирский старообрядец» печатались антисоветские листовки. В 1922 году был арестован по обвинению в контрреволюционной деятельности (за печатание листовок), в 1922—1923 годы находился в тюрьмах Уральска, Новониколаевска, Томска и Москвы. В июне 1923 на судебном процессе в Томске был приговорён к расстрелу; позднее по ходатайству томской старообрядческой общины этот приговор ВЦИК заменил пятью годами заключения, которое он отбывал в Томском доме принудительных работ.
В 1926 году был освобождён, и осенью того же года осуществилось его заветное желание — вернуть в Ново-Архангельский скит и жить в уединении.
В 1927—1929 годы временно управлял Иркутско-Амурской епархией до хиротонии епископа Афанасия (Федотова), которого он поставил во епископы в сослужении с Тихоном (Суховым).
В 1930 году, в связи с кончиной правящего архиерея, определён временно управлять Пермско-Тобольской епархией. Вскоре ему было рекомендовано оставить поиски кандидата во епископы и управлять епархией постоянно.
В 1933 был арестован в деревне Филаевка Верещагинского района Пермской области, приговорён к 10 годам лишения свободы с заменой срока заключения на ссылку на тот же срок в Нарымский край.
В конце 1937 года был казнён (по устному свидетельству, утоплен в Амуре; по другим данным — был расстрелян 1 ноября 1937 года в г. Тара или г. Омске).

## Канонизация
В 2003 епископ Амфилохий был причислен к лику святых. 30 августа 2004 года предстоятель Русской православной старообрядческой церкви митрополит Андриан возглавил крестный ход к месту, где располагался Ново-Архангельский скит. На предполагаемом месте расположения алтаря скитской церкви во имя иконы Казанской Божией матери был установлен поклонный крест.